# Crambe tataria
Crambe tataria là một loài thực vật có hoa trong họ Cải. Loài này được Sebeok mô tả khoa học đầu tiên.